# Front Rumuński

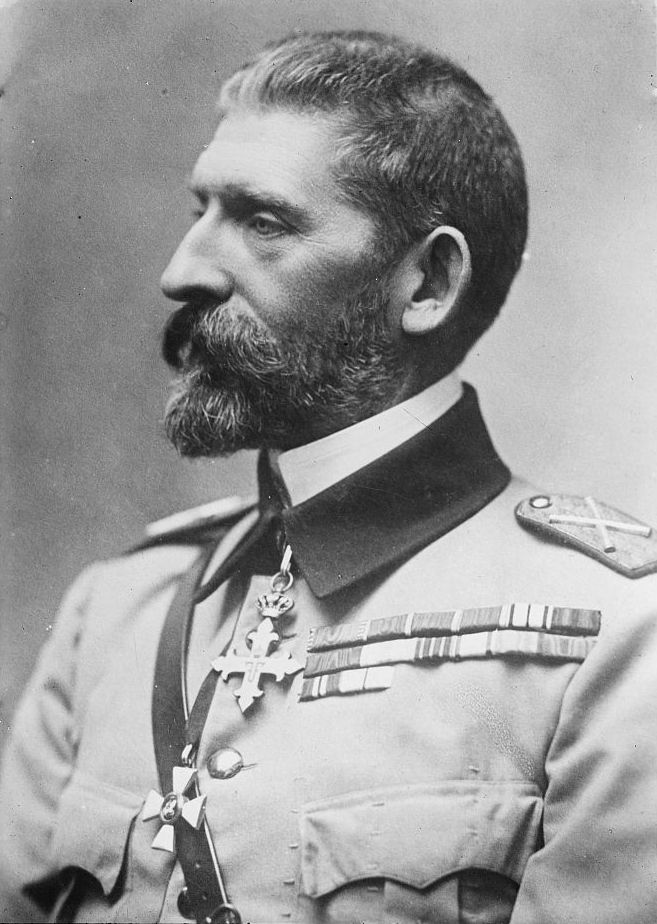
Ferdynand I

Front Rumuński (ros. Румынский фронт) – związek operacyjny połączonych wojsk Armii Imperium Rosyjskiego i Armii Królestwa Rumunii, walczących w czasie I wojny światowej po stronie ententy.

## Formowanie
Dowództwo zostało sformowano w grudniu 1916 na bazie dowództwa Armii Dunajskiej, a rozformowane w 1918.
Nominalnym dowódcą Frontu był król Rumunii, Ferdynand I. Faktyczne dowództwo spoczywało w rękach generałów rosyjskich, występujących oficjalnie w roli pomocników dowódcy: generała kawalerii Władimira Sacharowa (12 grudnia 1916–1 kwietnia 1917) i gen. piechoty Dmitrija Szczerbaczowa (11 kwietnia 1917– 25 marca 1918).

## Skład Frontu
- 4 Armia: grudzień 1916 – początek 1918,
- 6 Armia: grudzień 1916 – początek 1918,
- 8 Armia: wrzesień 1917 – początek 1918,
- 9 Armia: grudzień 1916 – początek 1918,
- 1 Armia rumuńska w składzie: 3, 5, i 6 Korpusu – dowódca Armii gen. Constantin Cristescu,
- 2 Armia rumuńska – dowódca Armii gen. Alexandru Averescu.